# 中华人民共和国伙伴关系列表

中华人民共和国同各国外交关系
中华人民共和国
和中华人民共和国建交的国家
没有和中華人民共和國建交的国家
争议地区

中华人民共和国伙伴关系列表，是指中华人民共和国在外交上建立伙伴关系的国家列表，伙伴关系”概念始于冷战结束后。冷战结束后，北约推行“和平伙伴关系计划”，与非北约国建立伙伴关系，伙伴关系是指国家与国家（地区、组织）之间因为信任而在政治、经济、科技、文化等领域展开合作的一种国际合作关系。截至2024年5月底，中国与185个国家建立外交关系，其中180个有建立合作以至于伙伴关系。若再加上与国际组织的合作或伙伴关系，则达190个。在中华人民共和国的外交级别中可大致分为①一般性伙伴关系、②冠以“全面”或“全方位”的伙伴关系、③一般性战略伙伴关系、④冠以“全面”、“全球”、“全方位”的战略伙伴关系、⑤冠以“全天候”、“永久”的战略伙伴这五种。还有最近几年出现的命运共同体关系。

## 命运共同体
“命运共同体”，是在与中国建立了高水平的战略伙伴关系的基础上进行更广泛更深度的合作同时表示认同中国推动“构建人类命运共同体”价值观，参与中国“一带一路“行动和支持中国的全球倡议，愿意支持配合参与中国全球治理景愿的国家或者国际组织。

### 双边命运共同体
- 新时代全天候命运共同体：柬埔寨[4]
- 高质量、高水平、高标准的新时代命运共同体：老挝[5]
- 新时代更加紧密的命运共同体：巴基斯坦[6]
- 新时代命运共同体：埃及[7]、塞尔维亚[8]、所罗门群岛[9]、肯尼亚[10]
- 高水平命运共同体：南非[11]、刚果共和国[12]、津巴布韦[13]、塞内加尔[14]、尼日利亚[15]
- 命运共同体：古巴[16]、乌兹别克斯坦[17]、土库曼斯坦[18]、缅甸[19]、马来西亚[20]

- 世代友好、高度互信、休戚与共的命运共同体：哈萨克斯坦[21]
- 世代友好、休戚与共、互利共赢的命运共同体：塔吉克斯坦[22]
- 睦邻友好、共享繁荣的命运共同体：吉尔吉斯斯坦[23]
- 和平共处、守望相助、合作共赢的命运共同体：蒙古国[24]
- 更公正世界和更可持续星球的命运共同体：巴西[25]
- 更为稳定、更加繁荣、更可持续的命运共同体：泰国[26]

- 具有战略意义的命运共同体：越南[27] （越南方面称为“未来共享共同体”（Cong dong chia se tuong lai）[28]）
- 具有地区和全球影响力的命运共同体：印度尼西亚[29]

### 多边命运共同体
- 新时代全天候命运共同体：非洲联盟[30]
- 新时代命运共同体：阿拉伯国家联盟[31]
- 更为紧密的命运共同体：东南亚国家联盟[32]、中亚[33]、太平洋岛国[34]
- 命运共同体：拉美和加勒比国家共同体[35]

## 战略伙伴
战略伙伴关系要求双方的合作建立在国家安全利益的基础之上，在整体上、全局上、核心利益上都具有一致性。全面战略伙伴关系意味着双方在合作领域上更加广泛，是战略关系中的较高级别，涉及面比较全面。“新时代”“全天候”“全方位”等修饰词并没有具体的解释，总而言之都是代表比一般的全面战略伙伴关系要更紧密，双边合作领域更深更广。
- 新时代全天候全面战略伙伴关系：匈牙利[36]、乌兹别克斯坦[17]
- 全天候全面战略伙伴关系：白俄罗斯[37]

- 全天候战略合作伙伴关系：巴基斯坦[38]
- 全天候战略伙伴关系：委内瑞拉[39]、埃塞俄比亞[40]
- 永久全面战略伙伴关系：哈萨克斯坦[41]

- 新时代全方位战略合作伙伴关系：南非[42]。
- 新时代全面战略合作伙伴关系：塔吉克斯坦[43]
- 新时代相互尊重、共同发展的全面战略伙伴关系：所罗门群岛[9]
- 新时代全面战略伙伴关系：吉尔吉斯斯坦[23]

- 全面战略合作伙伴关系：柬埔寨、越南[27]、缅甸[44]、泰国[45]、塞内加尔[46]、纳米比亚[47]、莫桑比克[48]、塞拉利昂[49]、津巴布韦[50]、肯尼亚、坦桑尼亚、加蓬[51]、剛果民主共和國[52]、刚果共和国[53]、赞比亚[54]、马尔代夫[55]、孟加拉[56]、几内亚[57]、赤道几内亚[58]、安哥拉[59]、马达加斯加
- 全方位战略伙伴关系：德国[60]
- 面向21世纪全球全面战略伙伴关系：英国[61]
- 相互尊重、共同发展的全面战略伙伴关系：斐济[62]、密克罗尼西亚、巴布亚新几内亚、库克群岛、纽埃、萨摩亚、汤加、瓦努阿图
- 全面战略伙伴关系：马来西亚、蒙古[63]、印尼[64]、阿尔及利亚、埃及[65]、丹麦、法国[66]、葡萄牙、西班牙、希腊、意大利、墨西哥、阿根廷[67]、巴西[68]、秘鲁、澳大利亚[69]、新西兰[70]、 沙特阿拉伯[71]、伊朗[72]、塞尔维亚[73]、波兰[74]、厄瓜多尔[75]、阿联酋、智利、土库曼斯坦、巴林[76]、吉布提[77]、尼日利亚[78]、东帝汶、多哥[79]、卢旺达、乌拉圭
- 面向发展与繁荣的世代友好的战略合作伙伴关系：尼泊尔[80]
- 真诚互助、世代友好的战略合作伙伴关系：斯里兰卡[81]

- 战略合作伙伴关系：阿富汗、韩国、文莱、尼泊尔[82]、孟加拉国、苏里南。
- 互惠战略伙伴关系：爱尔兰[83]
- 创新战略伙伴关系：瑞士[84]

- 战略伙伴关系：卡塔尔、乌克兰、哥斯达黎加、加拿大、保加利亞[85]、塞浦路斯[86]、玻利维亚、阿曼、科威特、约旦、伊拉克、摩洛哥、厄立特里亚、牙买加、捷克、巴勒斯坦[87]、格魯吉亞[88]、哥伦比亚、尼加拉瓜[89]、突尼斯、阿塞拜疆、几内亚比绍、塞舌尔、科摩罗、马里、毛里塔尼亚、马拉维、乍得、贝宁、圣多美和普林西比、中非、博茨瓦纳[90]、莱索托、毛里求斯、布基纳法索、利比里亚、尼日尔、斯洛伐克[91]、索马里[92]、苏丹[93]、敘利亞[94]
- 全面战略合作关系：菲律宾[95]
- 战略合作关系：土耳其

## 合作伙伴
- 全方位友好合作伙伴关系：比利时[96]

- 全面友好合作伙伴关系：罗马尼亚[97]
- 开放务实的全面合作伙伴关系：荷兰[98]

- 全面合作伙伴关系：克罗地亚、特立尼达和多巴哥、乌干达
- 面向未来的新型合作伙伴关系：芬兰
- 传统友好关系：阿尔巴尼亚[99]
- 友好合作关系：黎巴嫩、也门、亚美尼亚、利比亚、布隆迪、北马其顿、圣马力诺、安道尔、冰岛、瑞典、科特迪瓦、挪威[100]
- 友好关系：加纳、佛得角、马耳他

## 特殊伙伴关系
- 新时代全面战略协作伙伴关系：俄罗斯[101] [102]
- 新时代特殊友好关系：古巴[103]
- 传统友好合作关系（详见《中朝友好合作互助条约》）：朝鲜
- 全方位高质量的前瞻性伙伴关系：新加坡[104]
- 更加紧密的发展伙伴关系：印度[105]
- 创新全面伙伴关系：以色列[106]

## 非伙伴
- 新型大国关系：美国（美方称为“战略竞争关系”）
- 战略互惠关系：日本

## 多边伙伴关系
- 全面战略伙伴关系：欧洲联盟、东南亚国家联盟[107]、太平洋岛国论坛[108]
- 新型战略伙伴关系：非洲联盟
- 战略伙伴关系：阿拉伯国家联盟、海湾阿拉伯国家合作委员会
- 全面合作伙伴关系：拉美和加勒比国家共同体